# William Compton
Sir William Compton foi um dos mais proeminentes cortesãos durante o reinado de Henrique VIII de Inglaterra. Nascido cerca de 1482, Compton era cerca de nove anos mais velho que o seu rei, mas os dois tornaram-se amigos íntimos. Compton era o filho mais velho de Edmund Compton de Warwickshire e tornou-se um protetor de Henrique. Quando Henrique subiu ao trono, foi-lhe dada a posição de Groom of the Stool, o homem mais perto do jovem rei. Uma das suas funções, de acordo com a cortesã Elizabeth Amadas, foi o de adquirir mulheres para o seu monarca e organizar encontros secretos com elas na sua casa de Londres, em Thames Street. Embora não fosse político, Compton, em última instância, adquiriu uma influência significativa sobre Henrique quando chegou à concessão de terrenos e favores para a nobreza, e fez uma fortuna.
Em 1510, Compton estave envolvido numa carreira pública, com Edward Stafford, 3.º Duque de Buckingham em relação a um affair do rei com a irmã do duque, Anne Hastings, Condessa de Huntingdon. Cerca de 1519, Compton envolveu-se com Anne, e em 1521 Henrique enviou Compton para prender o irmão de Anne, o Duque de Buckingham, que mais tarde foi executado por traição. Compton fez provisões para Anne no seu testamento, em 1522. Ele morreu em 1528 com a doença do suor, que matou vários cortesãos incluindo o cunhado de Ana Bolena, Sir William Carey.